# NGC 5612
NGC 5612 (również PGC 52057) – galaktyka spiralna (Sab), znajdująca się w gwiazdozbiorze Ptaka Rajskiego. Odkrył ją John Herschel 23 maja 1835 roku.
W galaktyce tej zaobserwowano supernową SN 2004ch.